# Tratatul preliminar de pace al României cu Puterile Centrale (1918)
Tratatul preliminar de pace cu Puterile Centrale - numit și Tratatul de la Buftea sau Pace de la Buftea, a fost un acord internațional încheiat între guvernul român - pe de o parte - și guvernele Triplei Alianțe, având ca obiect principal încetarea stării de beligeranță pe Frontul Român, pe timpul Primului Război Mondial. Tratatul a fost semnat la 20 februarie/5 martie 1918 la Buftea. Din partea română a fost semnat de Constantin Argetoianu, iar din partea Puterilor Centrale de  Richard von Kühlmann, Ottokar Czernin, Talaat Pașa și Nicola Momcilov.:p. 18

## Prevederi
Preambulul tratatului consemna denunțarea unilaterală de către Puterile Centrale a Armistițiului de la Focșani la 2 martie 1918 și acordarea unui ultimatum de trei zile Guvernului României pentru încheierea păcii. De asemenea, luând act de răspunsul pozitiv al părții române, prin prezența la negocieri, decide prelungirea stării de armistițiu cu paisprezece zile, începând de la 5 martie 1918, ora 12 amiază, cu un drept de denunțare în termen de trei zile. Au fost stabilite 9 puncte pe baza cărora urma să se încheie tratatul de pace, în termenul de 14 zile agreat.:p. 18:p. 674
1. România cedează Puterilor Centrale Dobrogea până la Dunăre.
2. Puterile Centrale vor purta grija pentru menținerea căii comerciale pentru România prin Constanța spre Marea Neagră.
3. Rectificările de frontieră cerute de Austro-Ungaria pe granița austro-ungară sunt admise în principiu de România.
4. De asemenea se admit în principiu măsurile corespunzătoare situației pe domeniul economic.
5. Guvernul român se obligă să demobilizeze imediat cel puțin opt divizii ale armatei române. Executarea demobilizării se va efectua în comun de către comandamentul suprem al grupei de armate Mackensen și comandamentul suprem al armatei române. De îndată ce pacea dintre Rusia și România va fi restabilită, se vor demobiliza și celelalte părți ale armatei române, atâta timp cât nu vor fi necesare pentru serviciul de siguranță pe granița ruso-română.
6. Trupele române vor evacua imediat teritoriul Monarhiei austro-ungare ocupat de ele.
7. Guvernul român se obligă să sprijine din punct de vedere tehnic al căilor ferate transportul trupelor Puterilor Centrale prin Moldova și Basarabia spre Odessa.
8. Se va asigura repatrierea ofițerilor misiunilor militare ale Înțelegerii în cel mai scurt timp posibil, prin teritoriul Puterilor Centrale.
9. Tratatul va intra imediat în vigoare.:p. 18